# ジャン・ロレンツォ・ベルニーニ

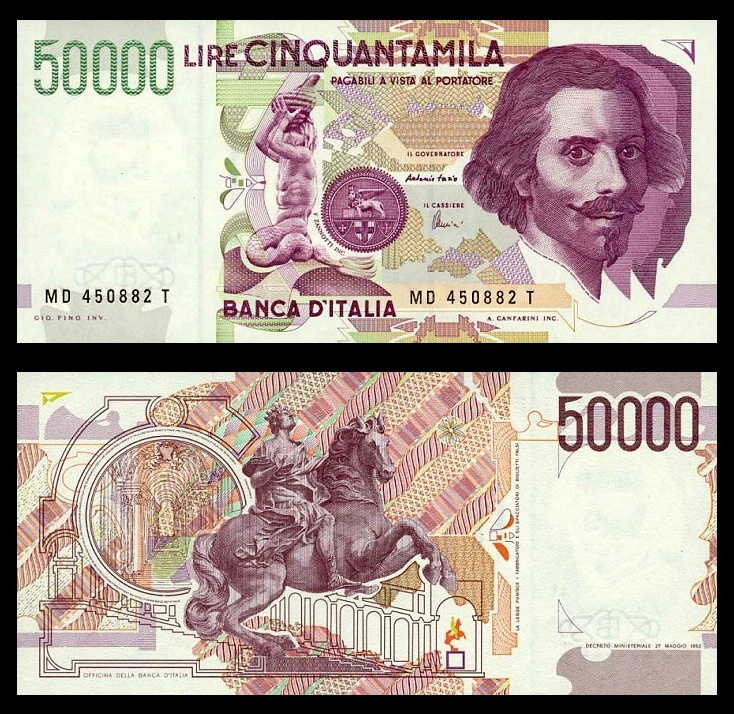
ベルニーニの肖像と:it:Fontana del Tritoneがデザインされている50000リラ紙幣

ジャン・ロレンツォ・ベルニーニ（Gian Lorenzo Bernini, 1598年12月7日 - 1680年11月28日）は、バロックの時期を代表するイタリアの彫刻家、建築家、画家。
「ベルニーニはローマのために生まれ、ローマはベルニーニのためにつくられた」と賞賛されたバロック芸術の巨匠である。古代遺跡が残る古き都ローマは彼の手によって、壮大なスケール、絢爛豪華な装飾にあふれる美の都に変貌していった。人々は彼の作品を「芸術の奇跡」と絶賛した。
1984年から1999年まで発行された50000イタリア・リレ（リラの複数形）紙幣の裏面に肖像が採用されていた。

## 生涯

### 生立ち
ジャン・ロレンツォ・ベルニーニは、1598年12月7日に彫刻家ピエトロ・ベルニーニ（Pietro Bernini,1562年5月6日 - 1629年8月29日）の子としてナポリに生まれた。彼の父親はフィレンツェ郊外に生まれたトスカーナ人であったが、ジャン・ロレンツォが誕生する少し前に、サン・マルティーノのカルトゥジオ会修道院で仕事をするため、ナポリ人の妻アンジェリカ・ガランテと共に、ナポリへと移り住んでいたのである。
1605年に一家はローマに戻り、ピエトロは枢機卿シピオーネ・ボルゲーゼの保護を得て、息子ジャン・ロレンツォの早熟な才能を彼に示す機会を得た。
ピエトロは教皇パウルス5世のために仕事をし、サンタ・マリア・マッジョーレ大聖堂の洗礼堂に《聖母被昇天》を表した大理石の浮彫を制作した。さらにフラミニオ・ポンツィオの後援のもと、同聖堂内の教皇パウルス5世とクレメンス8世の墓を収容することになっていたパオリーナ礼拝堂において、他の画家・彫刻家たちと共に一連の装飾計画に参加し、1611年に《クレメンス8世の戴冠》を高肉彫りで制作した。後に、この大聖堂内にジャン・ロレンツォ・ベルニーニの墓所が設けられる。
これら父親の仕事は若きベルニーニにとって、複数の芸術家による制作の体制や、彫刻と絵画が一体になった図像学的・建築的計画の融合を学ぶ絶好の機会であり、後のベルニーニ自身の仕事に反映されることになる。
17世紀初頭のローマは、並はずれた才能をもつ芸術家たちの熱気にあふれる芸術的革新に満ちた時期であった。一方では自然主義的なカラヴァッジオの絵画や、カラッチ派の古典主義的なアカデミズムが、他方ではルーベンスの芸術がバロックへの道を切り開いていた。

### 初期の才能とヘレニズム彫刻への傾倒
ベルニーニは、若年期より彫刻における非凡な才能を示していた。古代ギリシア、すなわちヘレニズム時代の彫刻に強い関心を抱いた彼は、初期の作品においてその影響を顕著に表している。
1615年に制作された《雌山羊アマルティア》は、ベルニーニの初期の才能を際立たせる代表的な作品である。この作品において、彼は古びた大理石の質感までも精緻に模倣しており、その出来栄えは、専門の学者たちを欺き、あたかも真のヘレニズム時代の作品であるかのように信じ込ませるほどであったと伝えられている。

### 教皇ウルバヌス8世の元での制作

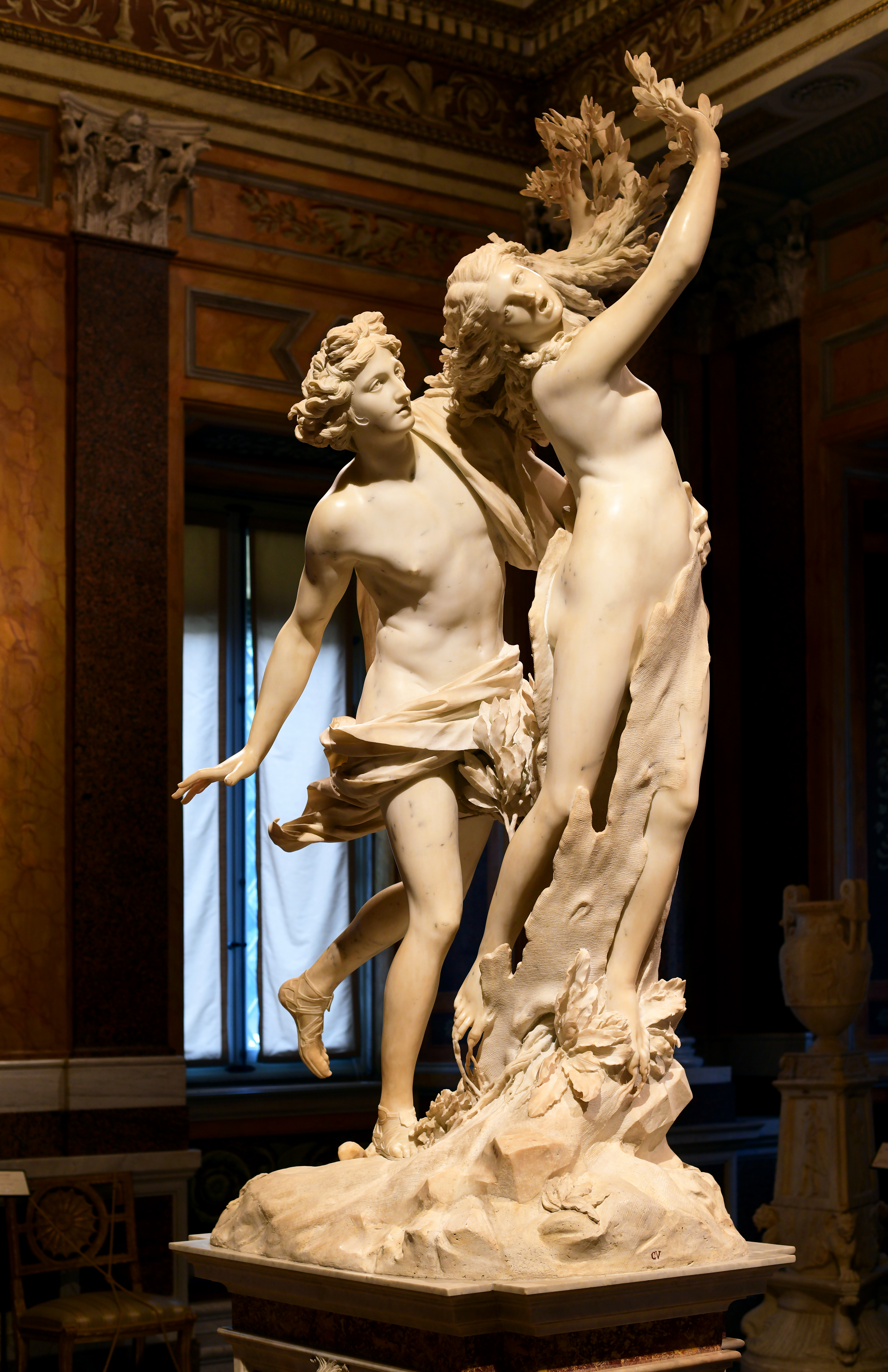
《アポロとダフネ》ボルゲーゼ美術館蔵

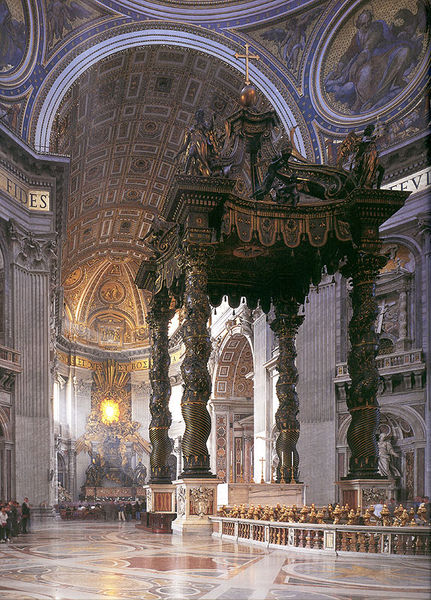
サン・ピエトロ大聖堂の天蓋、バチカン市国

ベルニーニは、シピオーネ・ボルゲーゼ枢機卿のために制作された4体の彫刻群によって、瞬く間に名声を得た。その作品とは、《アイネイアースとアンキーセース》（1618年 - 1619年）、《プロセルピーナの略奪》（1621年 - 1622年）、《ダヴィデ》（1623年 - 1624年）、そして《アポロとダフネ》（1624年 - 1625年）である。これらの傑作は現在も全て、ローマのボルゲーゼ美術館に所蔵され、展示されている。
建築家カルロ・マデルノのもとで建築に携わっていたベルニーニにとって、1623年、25歳の時に大きな転機が訪れる。バルベリーニ家出身の教皇ウルバヌス8世は、対抗宗教改革後のカトリック教会の威信を示す壮大な都市計画の実現に、ベルニーニこそが理想的な芸術家であると見抜いた。教皇はベルニーニに対し、「勝利の教会」を体現する総合芸術の創造を託し、ここに建築、彫刻、都市計画が融合した新たな芸術の潮流が生まれた。
ウルバヌス8世がベルニーニに最初に依頼したのは、ビビアナー教会のための《聖女ビビアーナ像》（1623年）であった。続いて、カトリック教会の設立者である使徒聖ペトロの殉教の地であり、ミケランジェロやラファエロといった巨匠たちの重要な作品が残るサン・ピエトロ大聖堂が、ベルニーニの新たな芸術創造の舞台となった。
教皇は、新しい主祭壇がブロンズ製の巨大な天蓋（バルダッキーノ）で覆われることを望んだ。ベルニーニはこれに応え、バルベリーニ家の紋章である蜂をちりばめた、らせん状の円柱を持つ巨大なブロンズ製天蓋を制作し、大理石の台座の上に設置した（1624年 - 1633年）。この天蓋のデザインは、クアラントーレ（イエスの死から復活までの期間に連続して祈りを捧げる儀式）などで用いられた装飾品から着想を得たと考えられている。
1627年には、ウルバヌス8世の記念碑的な墓碑の建設が開始された。この墓碑は、トリエント公会議を開始した教皇パウルス3世と、教会改革を終結させたウルバヌス8世を象徴的に対比させるため、16世紀に制作されたパウルス3世の墓碑と向かい合うように設置された。
1630年、師であるカルロ・マデルノの死後、ベルニーニはパラッツォ・バルベリーニ（バルベリーニ宮殿）の建設事業を引き継ぎ、フランチェスコ・ボッロミーニと協力して完成させた。また、1642年から1643年にかけて制作された《トリトーネの噴水》は、彼の一連の噴水作品の最初の重要な例となった。
しかし、1641年、順風満帆であったベルニーニに予期せぬ試練が訪れる。彼が設計を担当したサン・ピエトロ大聖堂の鐘塔に大きな亀裂が発見されたのである。この失敗はローマ中に広まるスキャンダルとなり、若くして美術界の頂点に立ったベルニーニに対する周囲の不満や嫉妬が一気に表面化した。「見かけばかりで実用をなさないベルニーニ」という批判が浴びせられ、彼は大きな挫折を味わうことになった。

### 教皇インノケンティウス10世の時期の活動
ベルニーニの幸運は、1644年のウルバヌス8世の崩御によって突如として終焉を迎えたと考えられる。後を継いだ教皇インノケンティウス10世は、パンフィーリ家出身であり、経済的危機の時代に即位した厳格な人物であった。
この時期以降、多くの芸術作品の注文は、ベルニーニの競合となる他の芸術家たちに委嘱されるようになった。その例として、フランチェスコ・ボッロミーニがサン・ジョバンニ・イン・ラテラノ大聖堂の改築を行い、カルロ・ライナルディがパンフィーリ宮殿を建設、さらにはボッロミーニがナヴォーナ広場のサン・タンジェロ・イン・アゴーネ教会の建設に着手したことが挙げられる。
しかしながら、この時期においてもベルニーニは、17世紀の芸術作品の中でも極めて重要な傑作の一つを制作している。それは、ローマのサンタ・マリア・デッラ・ヴィットーリア教会内、コルナロ礼拝堂に置かれた《聖テレジアの法悦》である。
1644年、ベルニーニはローマのナヴォーナ広場に壮麗な《四つの川の噴水》を完成させた。続いて、サンタ・マリア・ソプラ・ミネルヴァ教会には「修道女マリア・ラッジの記念碑」として知られる彫刻《真実》（ボルゲーゼ美術館所蔵）を制作した。さらに、肖像彫刻の分野においても、《インノケンティウス10世の胸像》（ドーリア・パンフィリ美術館所蔵）や、《フランチェスコ1世・デステの胸像》（モデナ、エステンセ美術館所蔵）といった重要な作品を生み出している。

### 教皇アレクサンデル7世時代の制作活動
1655年、キージ家出身の教皇アレクサンデル7世がローマ教皇に即位した。先代の教皇ウルバヌス8世と同様に、アレクサンデル7世も人文主義的な教養を持つ教皇として知られていた。ウルバヌス8世は30年前に芸術家たちから厚い信頼を寄せられており、アレクサンデル7世もまた、芸術の振興に力を注いだ。
アレクサンデル7世がベルニーニに最初に依頼した作品のひとつが、ローマのサンタ・マリア・デル・ポポロ教会内にあるキージ家礼拝堂のための彫刻《ダニエルとハバククと天使》（1655年 - 1661年）と、教会の身廊および翼廊の装飾であった。
さらに、ローマにおける重要な事業として、1656年から1667年にかけてサン・ピエトロ広場の建設が計画され、50代半ばを迎えていたベルニーニにその設計が託された。しかし、計画の初期段階において、ベルニーニは難題に直面する。当時、サン・ピエトロ大聖堂の前には、不整形な空き地が広がっているのみであった。「この空間をいかにして神聖な場所へと変貌させるべきか？」ベルニーニは聖地にふさわしい形態を追求し、試行錯誤を重ねた。その結果、独創的なアイデアに到達し、1667年に壮麗なサン・ピエトロ広場が完成を迎えた。その後、ベルニーニはフランス王ルイ14世に招かれ、ルーヴル宮殿の改築計画にも参画するなど、その才能は国際的にも高く評価された。
ベルニーニの彫刻作品は、その品質が極めて高く、かつ多作であった。彼の生きた時代を反映するような彫刻家は、歴史上においても稀有な存在と言える。最初の作品は17歳以前に制作された幼神ゼウスの像であり、最後の作品は81歳の時に手がけたキリスト像であった。その60年以上にわたる制作活動期間において、彼は彫刻史における大きな変革に貢献しただけでなく、当時最も人気のある建築家としても数々の重要な作品を世に残した。

## 彫刻作品

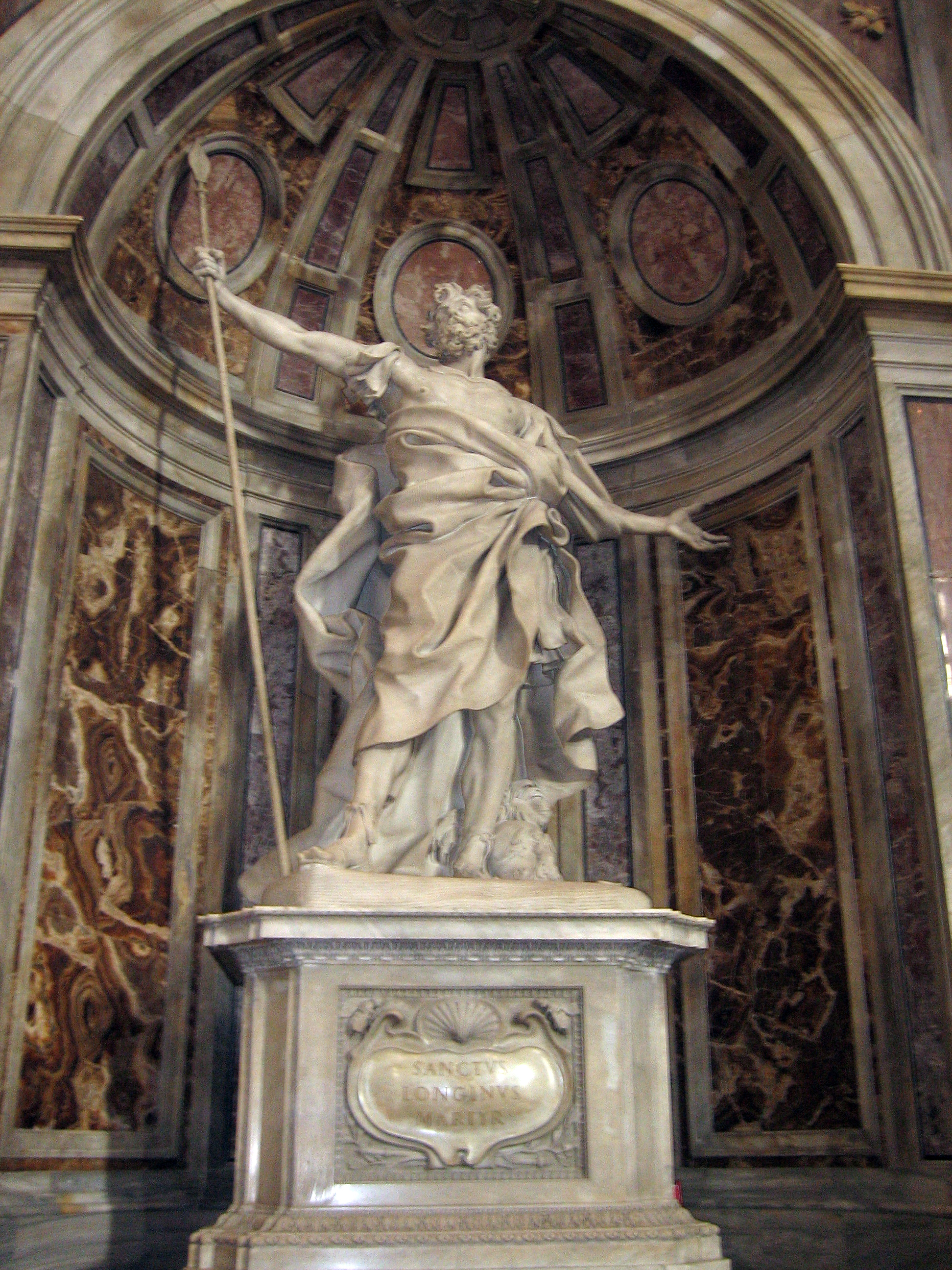
聖ロンギヌス像（ヴァチカン市国・サン・ピエトロ大聖堂内）

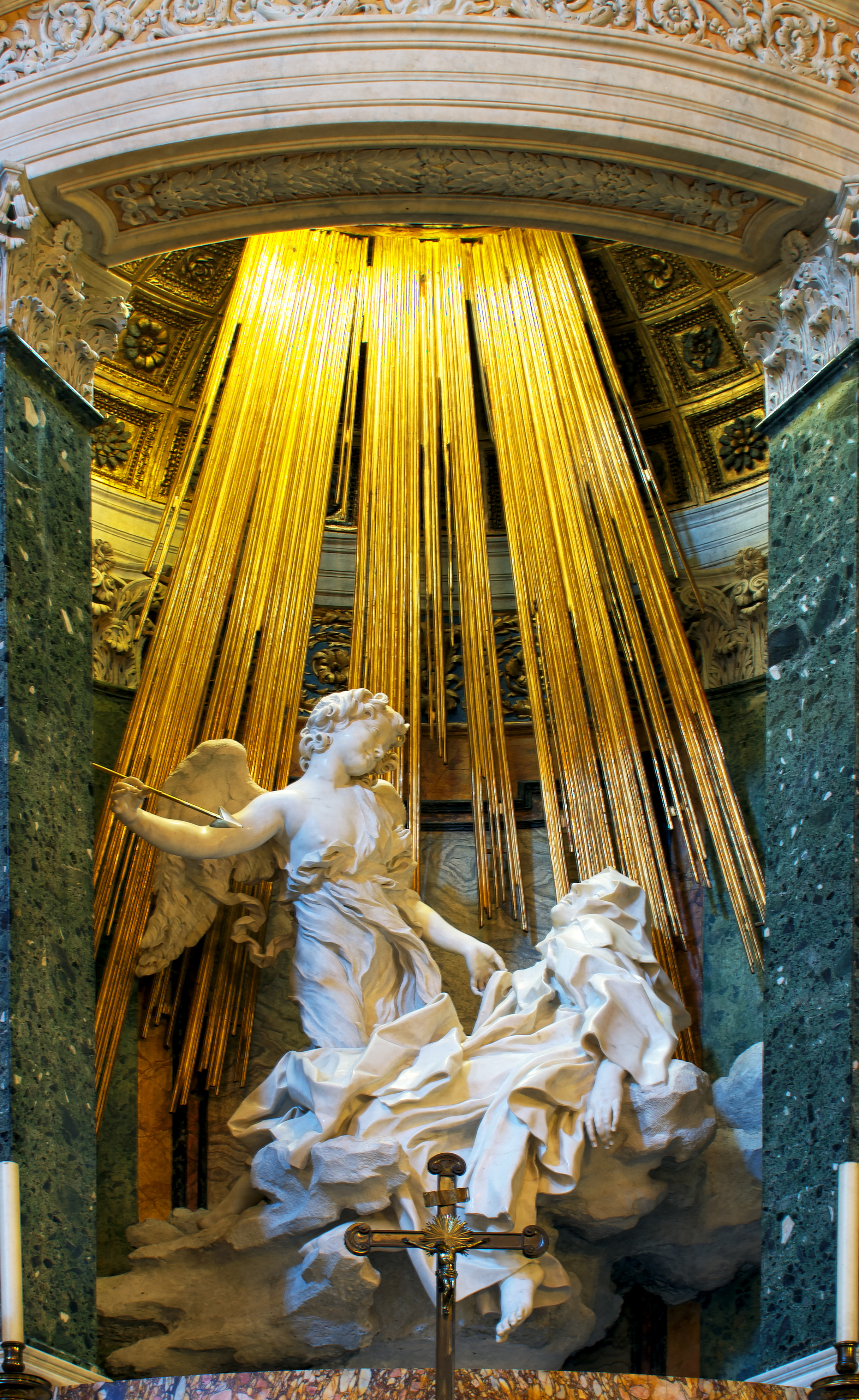
聖テレジアの法悦

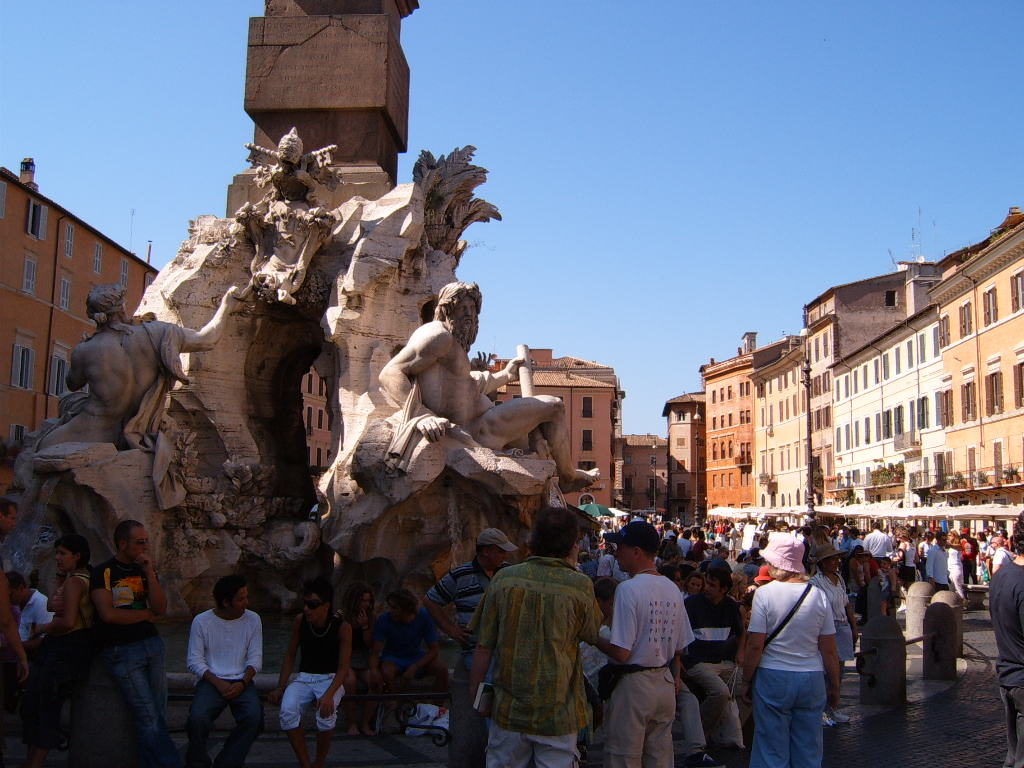
四大河の泉（Fontana dei Quattro Fiumi）

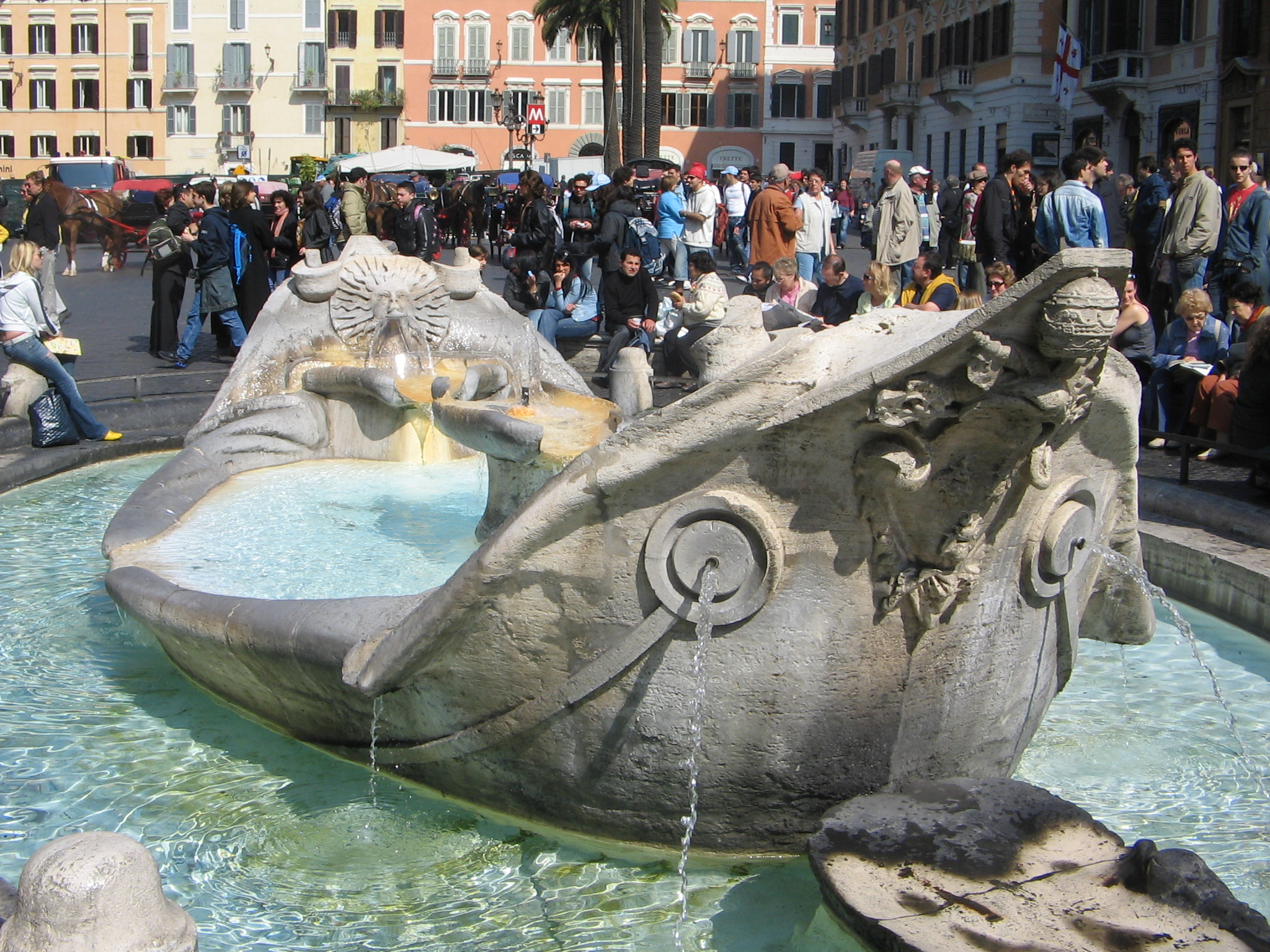
舟の噴水（バルカッチャの噴水）

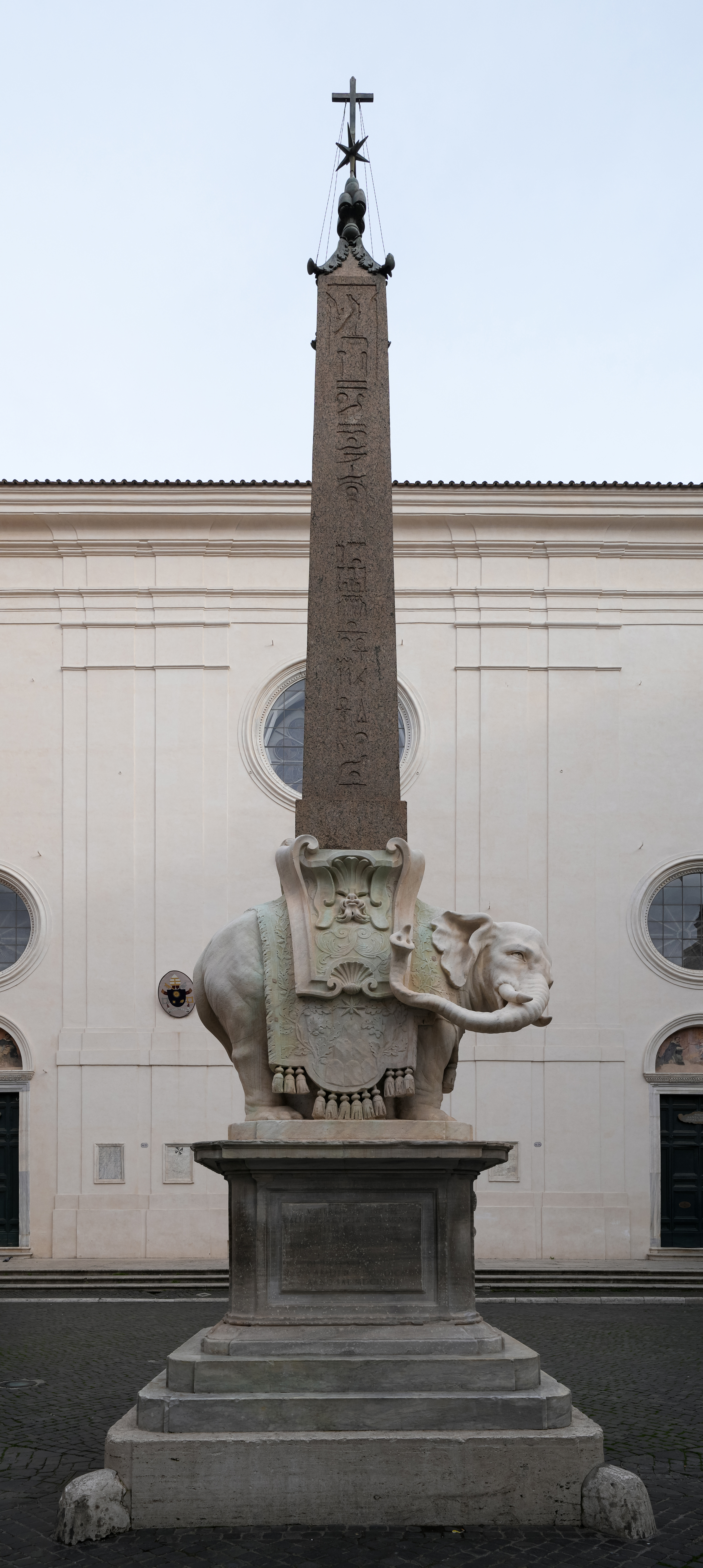
象が台座のオベリスク（ローマのミネルバ・オベリスク）

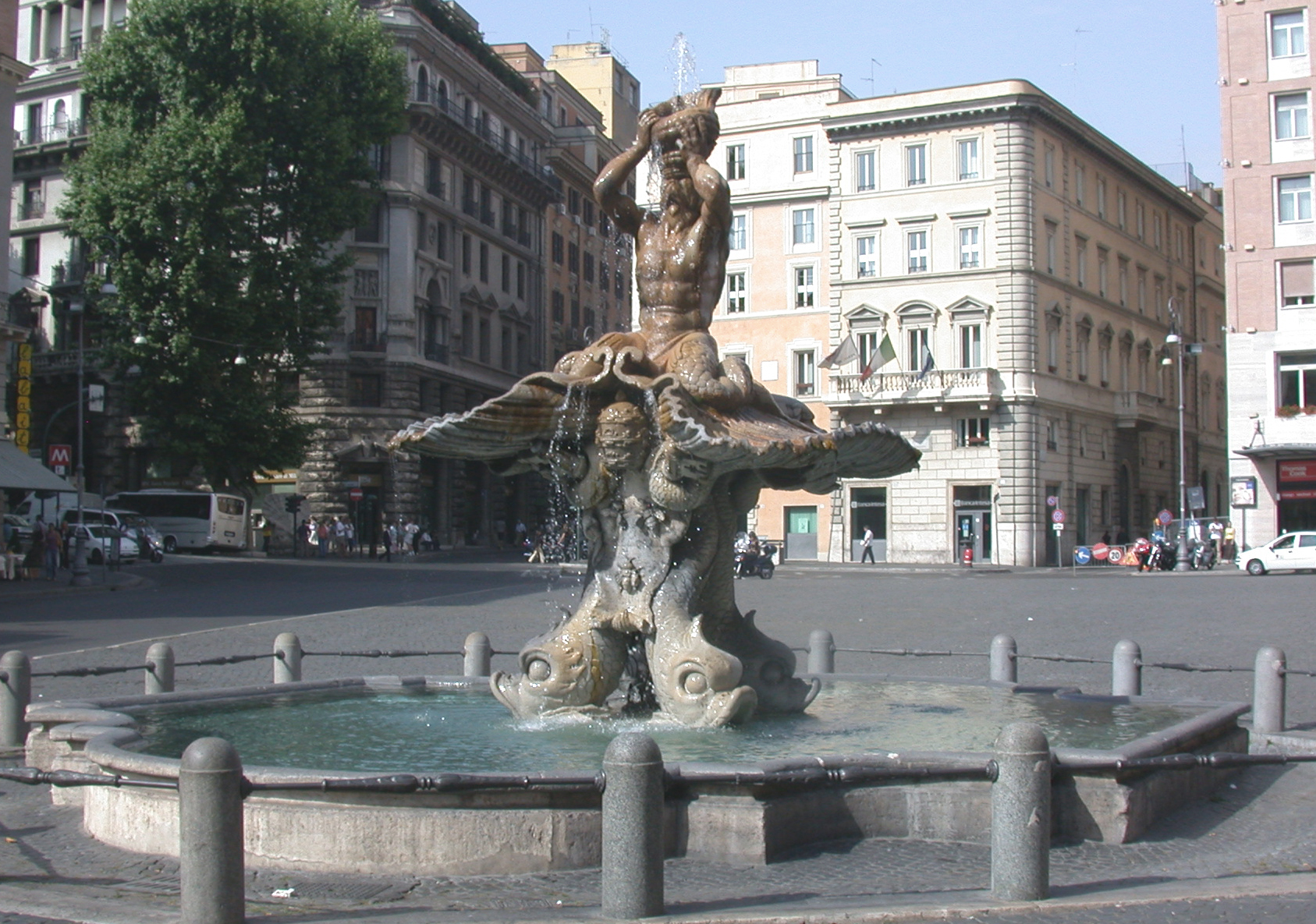
it:Fontana del Tritone

- 「聖ロンギヌス像（英語版）」（ヴァチカン市国、サン・ピエトロ大聖堂）
- 「プロセルピナの略奪」（1622年、ローマ、国立ボルゲーゼ美術館）

圧倒的な迫力と躍動感に満ちた2つの肉体。冥界の王プルートが一目ぼれした女神の娘プロセルピナを連れ去ろうとする、ローマ神話の一場面である。逃げるプロセルピナを手に入れようと、力づくでつかみかかるプルート、その指はプロセルピナの柔らかな肉体に深く食い込んでいる。とても石でできているとは思えない肉体のリアリティ。それは彫刻史を塗り替える革新的な作品であった。
- 「ダビデ像」（ローマ、国立ボルゲーゼ美術館）
- 「アポロンとダフネ」（1625年、ローマ、国立ボルゲーゼ美術館）

美しい娘ダフネに恋して我が物にしようと迫る太陽の神アポロン。しかし、その手がダフネに触れた瞬間、彼女は月桂樹の木へと姿を変える。5本の指は茂る枝葉へと変貌し、足先からは根が生え、体は見る見る木の皮に覆われていく。ふたりの絶妙なバランスと躍動感、劇的な一瞬を見事に切り取っている。神話の世界があたかも目の前で起こっているような緊迫感。発表当時、ローマ中の人々がこの作品を見るために押し寄せ、口々に「これは奇跡だ」と語ったと云われている。
- 「聖テレジアの法悦」（ローマ、サンタ・マリア・デッラ・ヴィットーリア教会堂コルナロ礼拝堂）

16世紀スペインに実在した聖女テレジアが神と出会い、その喜びに満たされる奇跡の場面。頭上からは彫刻で表現された神の光が降り注ぎ、天使とテレジアを包み込んでいる。ベルニーニはこの礼拝堂の全てを設計し、様々な仕掛けを施すことで、新たな奇跡を起こした。
- 「四大河の泉」（1648年 - 1651年、ローマ、ナヴォーナ広場）

4つの大陸を流れる大河、ガンジス川（アジア）、ナイル川（アフリカ）、ラプラタ川（南アメリカ）、ドナウ川（ヨーロッパ）を擬人化した作品で、4つの大河を表現することで教会は、4つの大陸を支配することを表現している。また、19世紀中頃まで行われていた夏のお祭り「ラーゴ」で、ある演出が行われていた。それは「四大河の泉」の排水溝に栓をして数時間掛けて水をあふれさせ、ベルニーニは旧約聖書に登場する「ノアの箱舟」を題材にした人工の湖を作った。ベルニーニは単なる彫刻家だけではなく、型破りなアイデアでローマの町全体を劇場に変えた。
- 「舟の噴水（バルカッチャの噴水）」（スペイン広場 (ローマ)）
- 「トリトーネの噴水（英語版）」（バルベリーニ広場（ローマ））
- 「蜂の噴水」（同上）
- 「ミネルバ・オベリスク」（サンタ・マリア・ソプラ・ミネルヴァ教会前）
- 「ネプチューンとトリトン」（ロンドン、ヴィクトリア＆アルバート博物館）

## 建築作品
- 「サン・ピエトロ大聖堂祭壇天蓋」（バルダッキーノ）（1624年 - 1633年、バチカン）

最初の仕事でもあり、大聖堂の象徴となるモニュメントの製作であった。建物の中央、地下深くに眠る守護聖人「ペトロ」、その墓を守る大きな天蓋を依頼された。ベルニーニにとって初めての建築作品。持てる技の全てを注ぎ込み、9年の歳月を掛けて完成させた。高さ 29 メートルに及ぶ巨大な天蓋。鋳造のため、ローマ中からブロンズ（銅）が集められた。ダイナミックに上昇のリズムを刻むねじれた柱、細部に至るまで緻密な装飾で埋め尽くされている。ベルニーニは観る者を圧倒する絢爛豪華な天蓋で教会の権威を見事に具現化した。
- 「パラッツォ・バルベリーニ」（1628年 - 1638年、ローマ）
- 「モンテチトーリオ宮殿」（1650年 - 1697年、ローマ）
- 「サン・ピエトロ広場」（1656年 - 1667年）
- 「サンタンドレア・アル・クイリナーレ聖堂（英語版）」（1658年 - 1661年、ローマ）[5]
- 「キジ・オデスカルキ宮」（1664年 -、ローマ）
- 「ルーヴル宮殿改築案」（1664年 - 1665年、パリ）実施されず

## ギャラリー

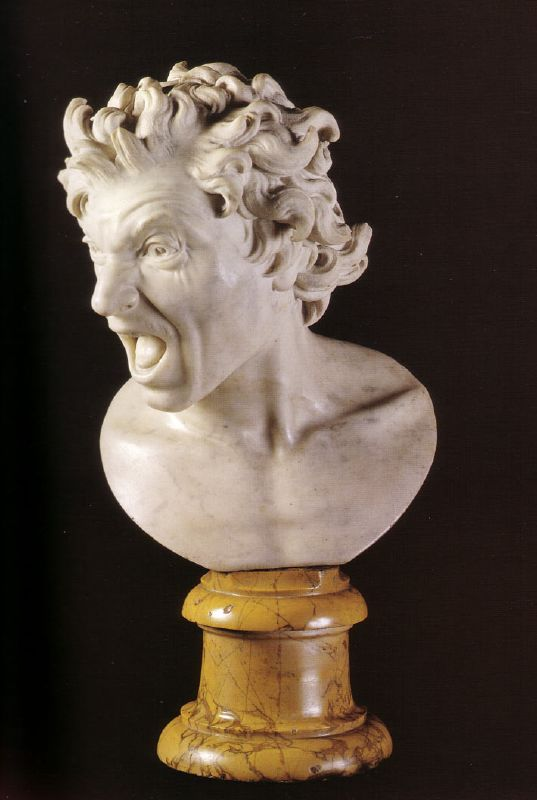
Damned Soul
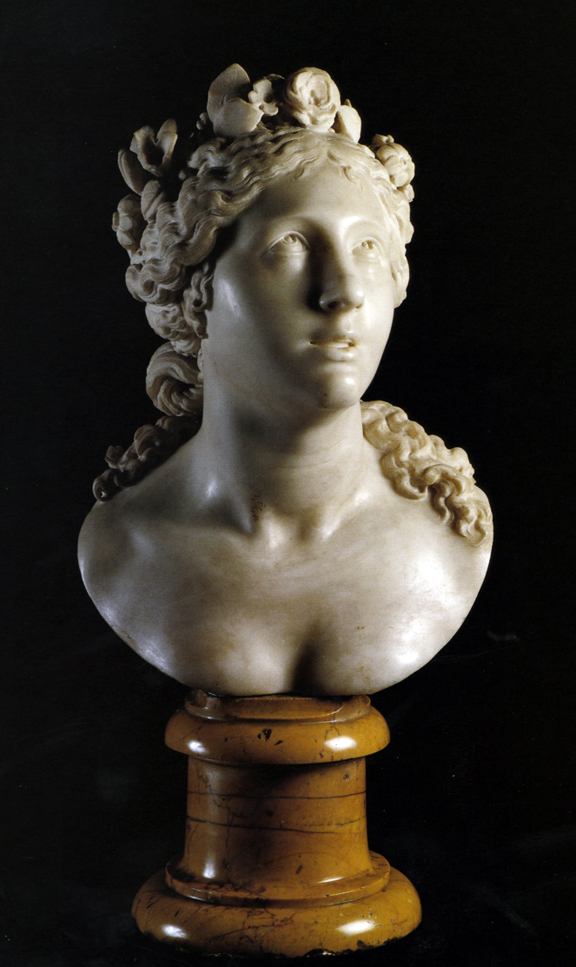
Blessed Soul
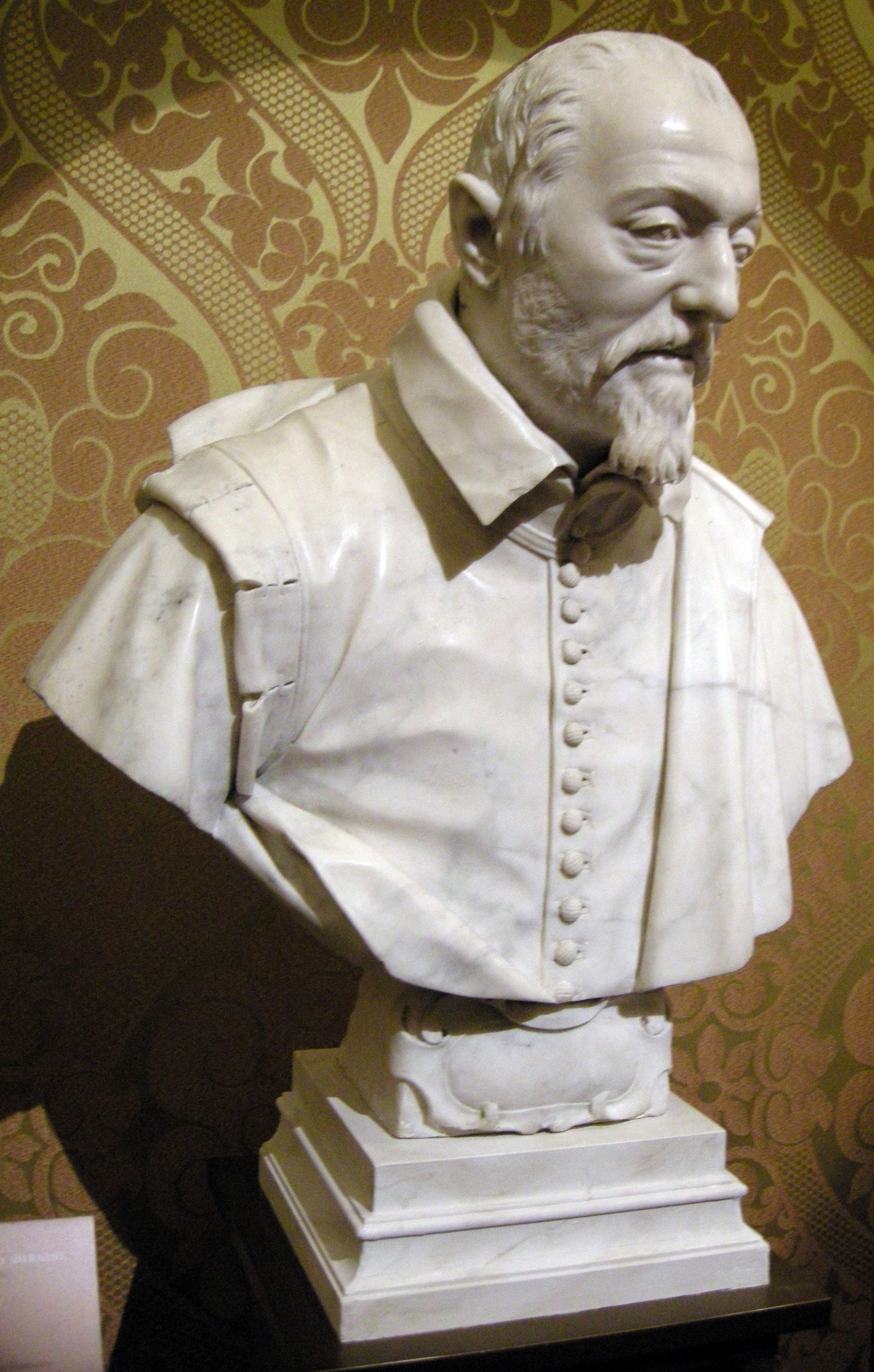
Bust of Antonio Cepparelli
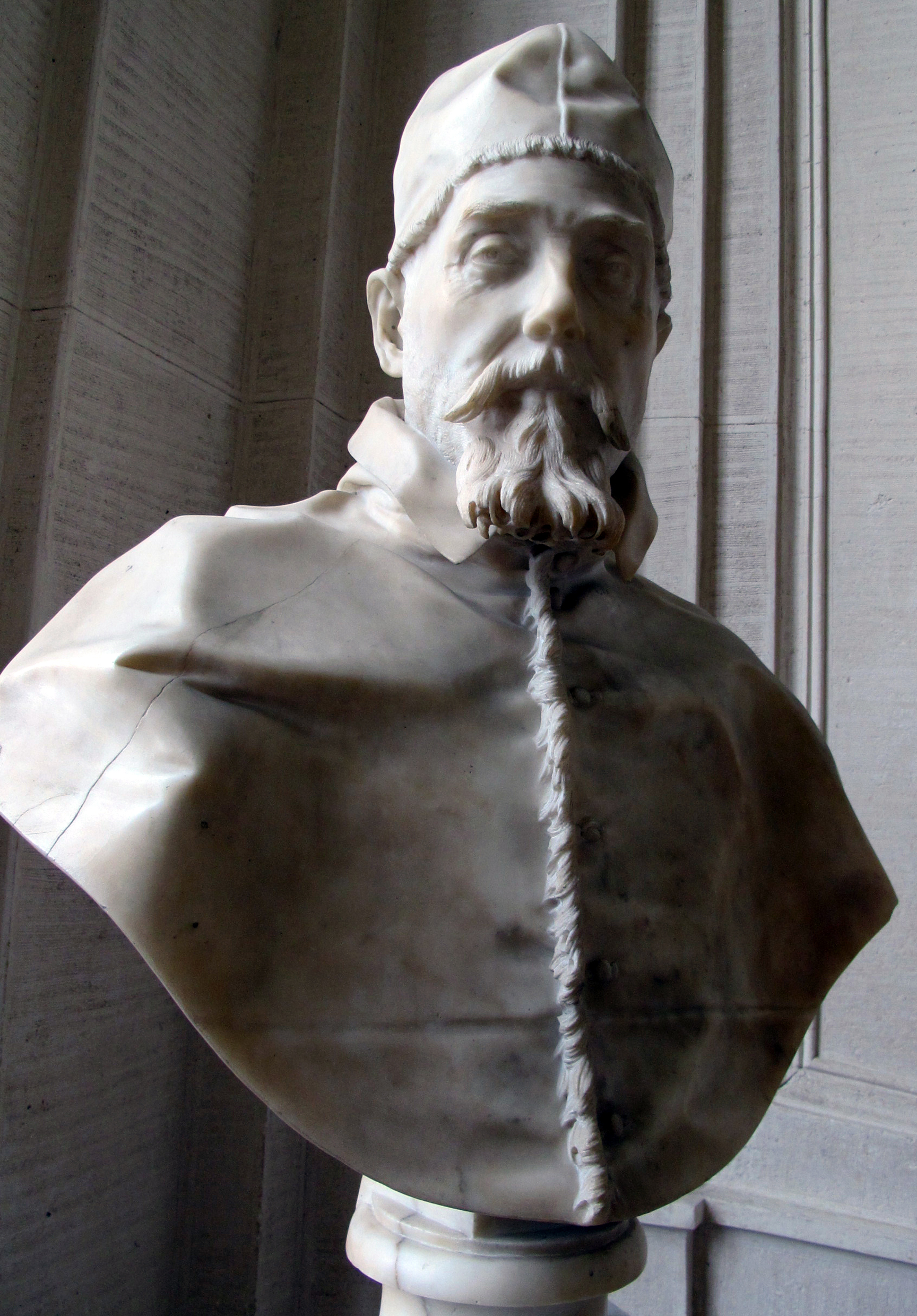
Bust of Pope Urban VIII
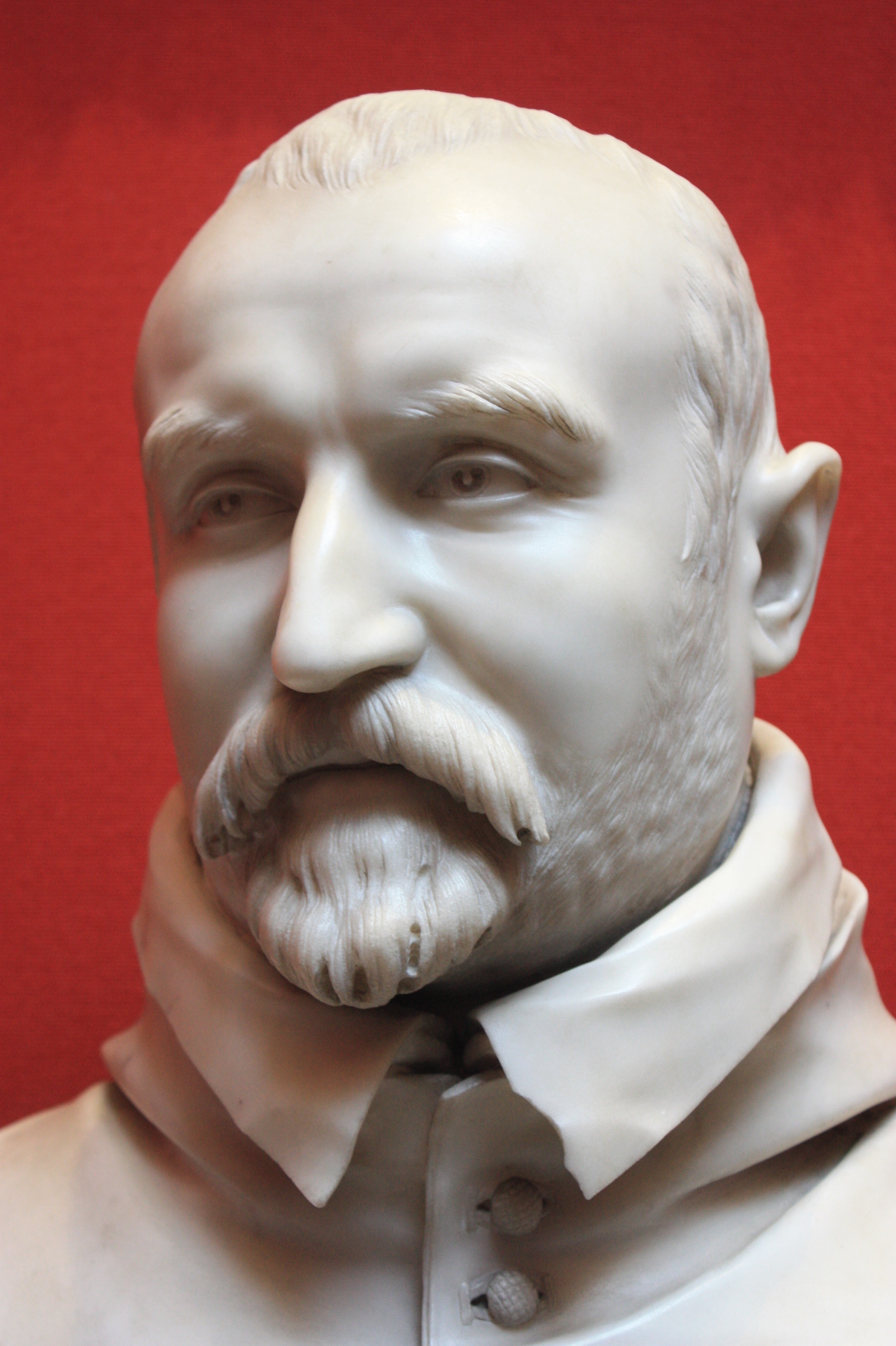
Bust of Monsignor Carlo Antonio Pozzo
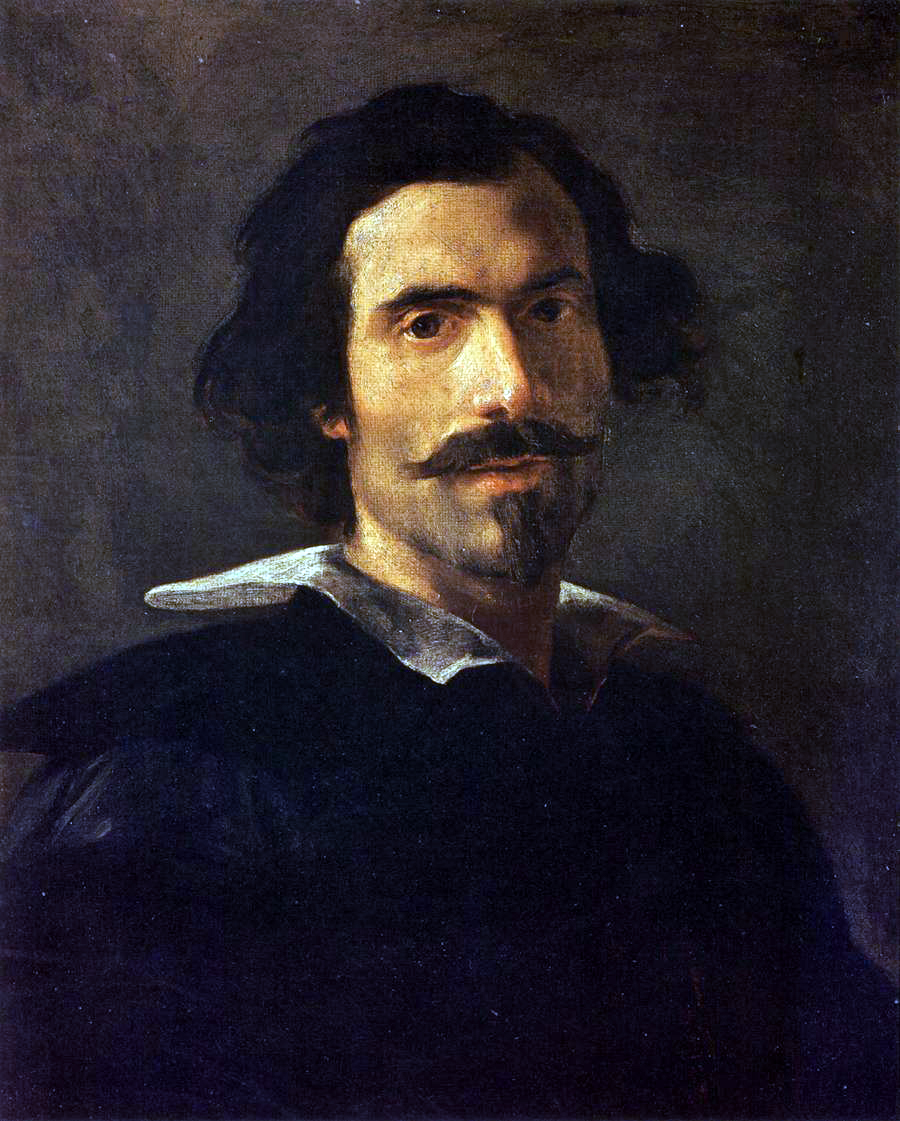
Self-portrait

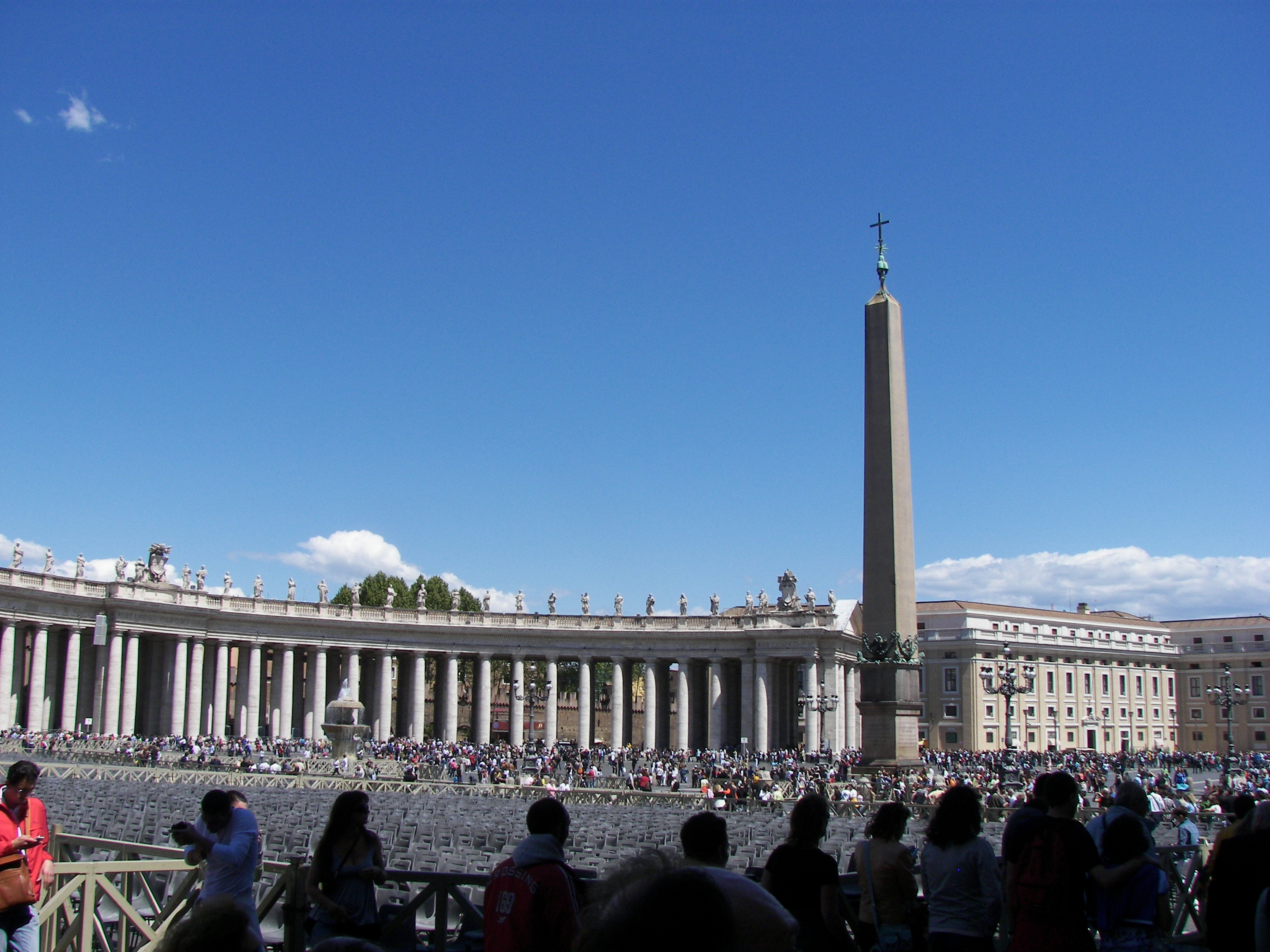
St. Peter's colonade
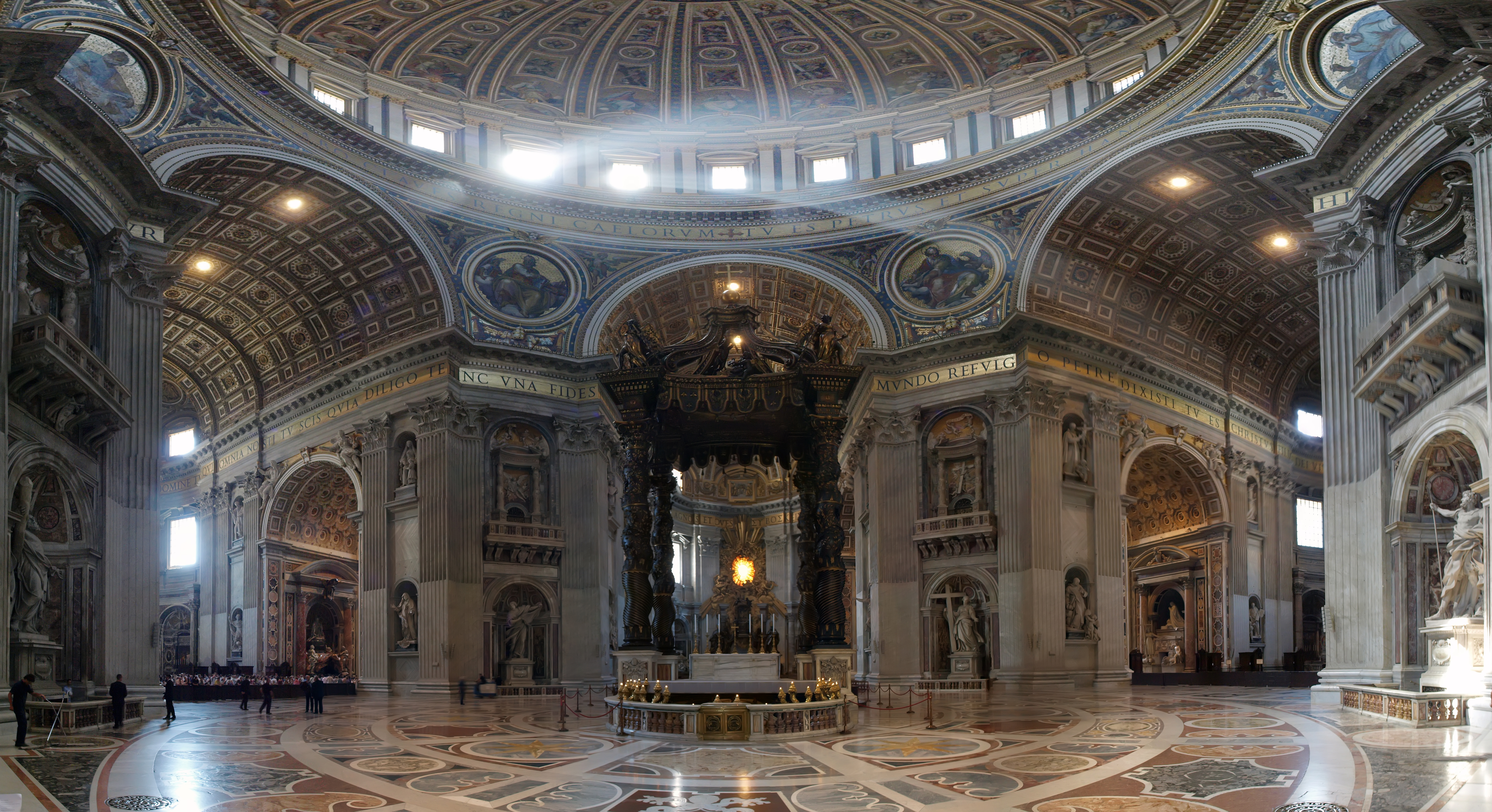
St. Peter's baldachin
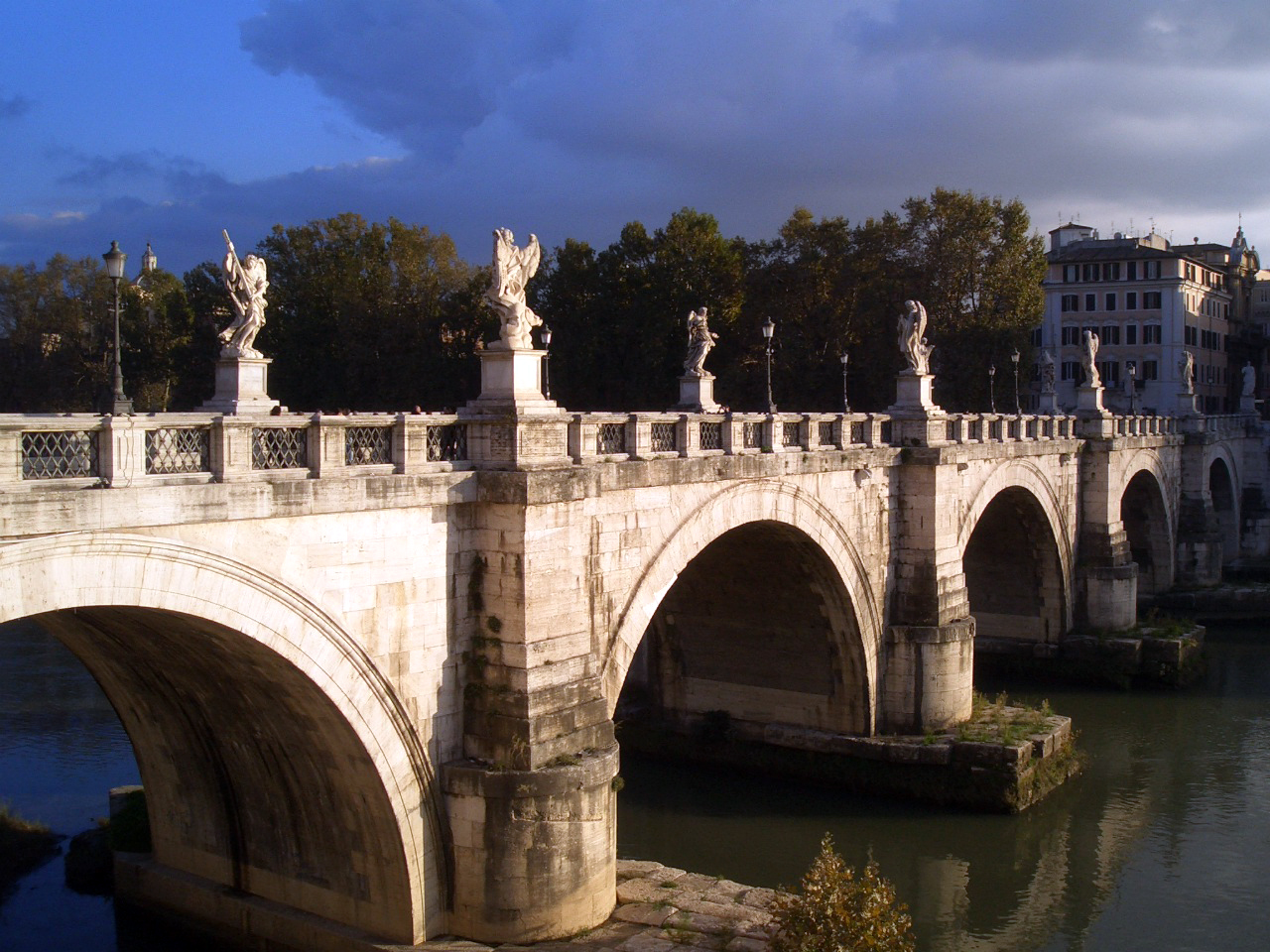
Ponte St. Angelo angels